# Linus Persson (håndboldspiller)
 For alternative betydninger, se Linus Persson. (Se også artikler, som begynder med Linus Persson)
Linus Persson (født 16. april 1993 i Helsingborg) er en svensk håndboldspiller, som spiller i GOG og på Sveriges håndboldlandshold.
Han deltog under VM i håndbold 2021 i Egypten og VM i 2023 på hjemmebane.